# روسو أوين كرامب
روسو أوين كرامب هو سياسي أمريكي، ولد في 20 مايو 1843 في Pittsford, New York ‏ في الولايات المتحدة، وتوفي في 1 مايو 1901 في باي سيتي في الولايات المتحدة. نشط حزبياً في الحزب الجمهوري. وقد انتخب عضو مجلس النواب الأمريكي ‏.